# Marynyczi
Marynyczi (ukr. Мариничі) – wieś na Ukrainie, w obwodzie czerniowieckim, w rejonie wyżnickim, w hromadzie Ust´-Putyła. W 2001 liczyła 543 mieszkańców, spośród których 541 wskazało jako ojczysty język ukraiński, a 2 rosyjski.